# 3 Samodzielny Pułk Artylerii OPK
3 Samodzielny Pułk Artylerii OPK (3 spa OPK) – oddział artylerii przeciwlotniczej ludowego Wojska Polskiego.

## Formowanie i zmiany organizacyjne
Na podstawie rozkazu nr 0045/Org. Ministra Obrony Narodowej z dnia 17 maja 1951 roku dowódca Okręgu Wojskowego Nr IV sformował, w terminie do 1 grudnia 1951 roku, 3 samodzielny pułk artylerii OPL. Jednostka została utworzona w Zgierzu, w koszarach przy ulicy Piątkowskiej. Stan etatowy pułku liczył 706 wojskowych i 33 pracowników kontraktowych. Zadaniem pułku była obrona przeciwlotnicza Łodzi.
Na podstawie rozkazu nr 0075/Org. Ministra Obrony Narodowej z dnia 16 października 1952 roku dowódca Okręgu Wojskowego Nr IV, w terminie do dnia 1 grudnia 1952 roku, przeformował samodzielną dotychczas jednostkę w 3 pułk artylerii OPL i włączył w skład 15 Dywizji Artylerii OPL.
W lipcu 1957 roku oddział powrócił do nazwy „3 samodzielny pułk artylerii OPL” i został podporządkowany dowódcy 1 Korpusu OPL OK. W grudniu tego roku został zmieniony numer jednostki wojskowej z „5883” na „1564”.
Na podstawie rozkazu Nr 025/MON Ministra Obrony Narodowej z dnia 30 września 1967 roku jednostka przejęła numer 77 pułku artylerii przeciwlotniczej, a dzień 9 maja został ustanowiony dorocznym świętem 77 samodzielnego pułku artylerii OPK.
W 1972 roku jednostka został wyłączona ze składu WOPK, podporządkowana dowódcy Pomorskiego Okręgu Wojskowego i przemianowana na 77 pułk artylerii WOPL. W 1976 roku pułk został rozformowany.